# Cubillejo de la Sierra
Cubillejo de la Sierra es una pedanía del municipio de Molina de Aragón, en la provincia de Guadalajara (España). Tiene una población de 48 habitantes (INE 2023).

## Geografía
Los pueblos cercanos a Cubillejo de la Sierra son Campillo de Dueñas y La Yunta, entre otros.

## Historia
Hacia mediados del siglo XIX, el lugar tenía contabilizada una población de 200 habitantes. La localidad aparece descrita en el séptimo volumen del Diccionario geográfico-estadístico-histórico de España y sus posesiones de Ultramar de Pascual Madoz de la siguiente manera:

CUBILLEJO DE LA SIERRA: l. con ayunt. en la prov. de Guadalajara (23 leg.), aud. terr. de Madrid (33), c. g. de Castilla la Nueva, dióc. de Sigüenza (13): sit. á la falda de una sierra muy elevada: su clima es frio: tiene 54 casas; la de ayunt. con un patio que sirve de juego de pelota, cárcel, sala consistorial y granero; escuela de instruccion primaria concurrida por 23 alumnos á cargo de un maestro y sacristan, dotado por los padres de los discípulos con cuatro celemines de trigo por cada uno de los que escriben, y tres por los que solo leen; dos posadas públicas escasas de comodidades, y una igl parr. de primer ascenso (Santiago Apóstol) servida por un cura de provision real y ordinaria en concurso; fuera de la pobl., á dist. de 50 pasos, hay una fuente de buenas aguas que surte al vecindario para su consumo doméstico. term.: confina N. Tortuera y Embid; E. Campillo de Dueñas y La Yunta; S. comun del señorío de Molina, y O. Cubillejo del Sicio; dentro de él se encuentran tres ermitas. (La Virgen del Collado, Ntra. Sra. de la Soledad y San Miguel Arcangel), dos abrevaderos de ganados en el sitio llamado los Salobrales, y una pequeña balsa que sirve al mismo objeto; hay también un desp. que se titula Villar-quemado, tuvo cast., pero en la actualidad ni aun vestigios existen: el terreno quebrado y áspero por S. y parte del O., y llano en lo restante, es de mediana calidad y frio; comprende dos dehesas, la boyal y la llamada Vieja de Salobrales, pobladas de robles, marojos, estepa y gayubas con buenos pastos; hay tambien unos ocho huertecitos que se riegan á mano. caminos: los locales, la carretera que dirige desde Molina á Zaragoza, y pasa por la orilla del pueblo, y la que desde la ant. carretera de la corte al mismo punto, se separa con direccion á Teruel pasando por La-Yunta, ambas se hallan en mal estado. correo: se recibe y despacha en la estafeta de Molina por alguno de los vec. que concurren al mercado. prod.: trigo comun, centeno, cebada, avena, guisantes, guijas, yeros, garbanzos y muy pocas hortalizas; cria ganado lanar, cabrio, mular, asnal y de cerda; caza abundante de conejos y perdices, algunas liebres y muchos lobos. ind.: la agrícola y algunos de los oficios mas necesarios. comercio: esportacion de algun ganado y del sobrante de granos á los mercados de Molina y Almudí de Daroca. pobl.: 60 vec., 200 alm. cap. prod.: 946,250 rs. imp.: 75,700. contr.: 3,871. presupuesto municipal: 900 rs., se cubre con los productos de las dehesas, el de la taberna y reparto vecinal en caso de déficit.
(Madoz, 1847, p. 197)

## Demografía
| Gráfica de evolución demográfica de Cubillejo de la Sierra entre 1842 y 1970 |
| |
| Población de derecho según los censos de población del INE Población de hecho según los censos de población del INEEntre el censo de 1981 y el anterior, este municipio desaparece porque se integra en el municipio Molina |

## Patrimonio
En la localidad de Cubillejo de la Sierra destaca la presencia de dos pairones, humilladeros típicos de la comarca del Señorío de Molina. El pairón de la Virgen del Buen Suceso fue construido en el siglo xvii y se encuentra en el camino que una la localidad con el municipio de Hombrados. Cuenta con una hornacina dedicada a la Virgen del Buen Suceso. También existe el pairón de las Ánimas, construido con arenisca blanca y que data posiblemente del siglo xvii. Otras construcciones religiosas incluyen la ermita de la Vega.